# Brajda-Dolac
Brajda-Dolac (italienska: Braida-Dolaz) är ett lokalnämndsområde i Rijeka i Kroatien. Lokalnämndsområdet upptar de urbaniserade stadsdelarna Brajda och Dolac i centrala Rijeka. I lokalnämndsområdet ligger flera representativa byggnader, kultur- och utbildningsinstitutioner.    

## Geografi
Brajda-Dolac gränsar till lokalnämndsområdena Potok i nordväst, Belveder i norr, Kozala i nordöst, Školjić-Stari grad (Gamla stan) och Luka i öst. I söder gränsar stadsdelen till havet.  

## Byggnader, torg och anläggningar (urval)
- Administrationsbyggnaden
- Adriapalatset[3]
- Brajdamarknaden
- Casa Veneziana
- Guvernörspalatset[3]
- Rijeka-hamnens administrationsbyggnad
- Järnvägsstationen
- Kapucinkyrkan[3]
- Ploechpalatset[3]
- Rijekaskyskrapan[3]
- Rijekas synagoga
- Žabicatorget

## Kulturinrättningar och utbildningsinstitutioner (urval)
- Sjöhistoriska museet
- Stadsmuseet
- Italienska gymnasieskola
- Universitetsbiblioteket
- Universitetet i Rijekas sjöfartsfakultet